# 小林玲子
小林 玲子（こばやし れいこ）は、日本のフィギュアスケート選手（女子シングル）。東京都出身。1952年、1953年全日本選手権2位。

## 経歴
1950年、全日本ジュニア選手権に出場し饗場奈々に続き2位に入る。1951年、全日本ジュニア選手権で2年連続で饗場に続き2位となる。
1952年、全日本選手権に出場し月岡芳子に続き2位に入る。1953年、全日本選手権では生田艶子に続き2年連続で2位となる。1954年の国民体育大会では東京都代表で出場し、一般女子で優勝する。

## 主な戦績
| 大会/年              | 1950-51 | 1951-52 | 1952-53 | 1953-54 |
| -------------------- | ------- | ------- | ------- | ------- |
| 全日本選手権         |         |         | 2       | 2       |
| 全日本ジュニア選手権 | 2       | 2       |         |         |
| 国民体育大会         |         |         |         | 1       |